# Sacalinobiínos
Sacalinobiínos (Sachalinobiini) é uma tribo monotípica de cerambicídeos da subfamília Lepturinae.

## Gênero
- Sachalinobia Jacobson, 1899